# Teresa Karol
Teresa Maria Karol z domu Rzucidło (ur. 11 lutego 1953 w Niechobrzu) – polska samorządowiec i nauczycielka, w latach 1998–2002 zastępca burmistrza Paczkowa, w latach 2007–2010 wicemarszałek województwa opolskiego.

## Życiorys
Pochodzi z Rzeszowa. Ukończyła studia zootechniczne na Akademii Rolniczej w Lublinie. Kształciła się też podyplomowo na kierunku „woda i środowisko” na Akademii Rolniczej we Wrocławiu, a także w zakresie prawa gospodarczego i handlowego na Uniwersytecie Wrocławskim. Pracowała jako zootechnik w kombinacie rolnym. Od 1988 była zatrudniona jako nauczycielka biologii w Szkole Podstawowej nr 1 i Zespole Szkół Gimnazjalnych w Paczkowie, gdzie została wicedyrektorką, a w 2002 – dyrektorką. Później przeszła na emeryturę.
W latach 70. wstąpiła do Zjednoczonego Stronnictwa Ludowego, w 1990 przystąpiła do Polskiego Stronnictwa Ludowego. Przez około 30 lat pozostawała szefową tych partii w powiecie (regionie). W latach 1998–2002 pełniła funkcję wiceburmistrza Paczkowa. W 2005 kandydowała do Senatu (zdobyła 19 546 głosów i zajęła 14 miejsce wśród 19 kandydatów). W 2006 i 2010 uzyskiwała mandat radnej sejmiku opolskiego.
27 listopada 2007 została powołana na stanowisko wicemarszałka województwa opolskiego w miejsce wybranego do Sejmu Stanisława Rakoczego. Odpowiadała m.in. za zdrowie, kulturę, edukację, sport i przygotowania do Euro 2012. Zakończyła pełnienie funkcji 2 grudnia 2010 w związku z upływem kadencji zarządu. W latach 2010–2014 sprawowała funkcję wiceprzewodniczącej sejmiku. W 2007 i 2011 bez powodzenia kandydowała do Sejmu w okręgu nr 21 (zdobywając odpowiednio 1566 i 1431 głosów), a w 2009 – do Parlamentu Europejskiego (uzyskując 1539 głosów). W 2014 nie ubiegała się o reelekcję do sejmiku, natomiast kandydowała na burmistrza Paczkowa (zajęła trzecie miejsce z 15,32% poparcia)
Jej mąż jest weterynarzem, ma trójkę dzieci. Wyróżniona Odznaką Honorową „Za Zasługi dla Województwa Opolskiego”.